# Kanton Santo Domingo (Ecuador)
Der Kanton Santo Domingo, auch Kanton Santo Domingo de los Colorados, befindet sich in der Provinz Santo Domingo de los Tsáchilas im Nordwesten von Ecuador. Er besitzt eine Fläche von 3447 km². Im Jahr 2022 lag die Einwohnerzahl bei rund 441.600. Verwaltungssitz des Kantons ist die Provinzhauptstadt Santo Domingo de los Colorados mit 270.875 Einwohnern (Stand 2010). Der Kanton Santo Domingo wurde am 3. Juli 1967 eingerichtet.

## Lage
Der Kanton Santo Domingo bildet einen Großteil der Provinz Santo Domingo de los Tsáchilas. Der Kanton liegt am Fuße der Cordillera Occidental. Der Río Blanco mit seinen linken Nebenflüssen Río Toachi und Río Quinindé entwässert den Nordteil des Kantons in nordwestlicher Richtung. Der Süden des Kantons wird über die Flüsse Río Daule und Río Vinces (Río Quevedo) nach Süden entwässert. Die E20 von Quito nach Esmeraldas führt durch den Kanton. entlang dem Río Esmeraldas nach Santo Domingo de los Colorados.
Der Kanton Santo Domingo grenzt im Südosten an den Kanton Sigchos (Provinz Cotopaxi), im Süden an die Kantone Valencia und Buena Fe der Provinz Los Ríos, im Westen an den Kanton El Carmen der Provinz Manabí, im Nordwesten an den Kanton La Concordia, im Norden an die Kantone Puerto Quito, San Miguel de los Bancos sowie im Osten an die Kantone Quito und Mejía. Die vier zuletzt genannten Kantone gehören zur Provinz Pichincha.

## Verwaltungsgliederung

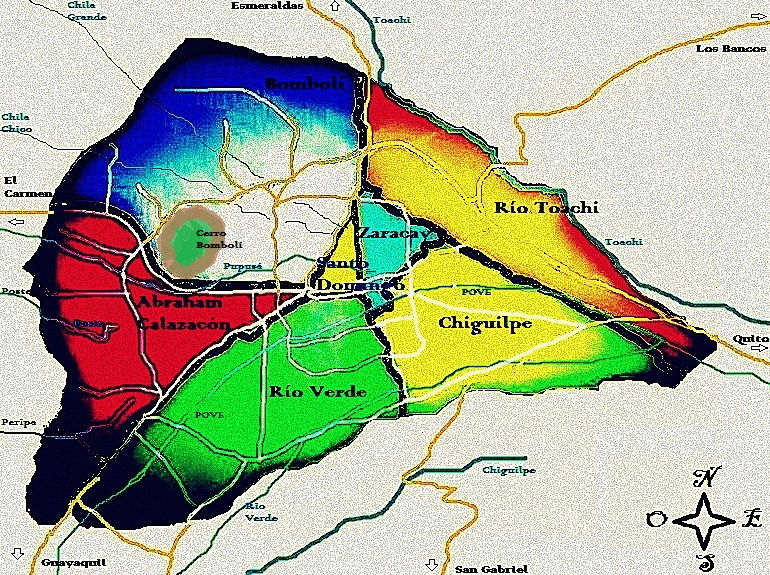
Parroquias urbanas

Der Kanton Santo Domingo ist in die Parroquias urbanas („städtisches Kirchspiel“)
- Abraham Calazacón
- Bombolí
- Chiguilpe
- Río Toachi
- Río Verde
- Santo Domingo
- Zaracay

und in die Parroquias rurales („ländliches Kirchspiel“)
- San José de Alluriquín
- El Esfuerzo
- Luz de América
- Puerto Limón
- San Jacinto del Búa
- Santa María del Toachi
- Valle Hermoso

gegliedert.

## Geschichte
Entwicklung der Einwohnerzahl im Kanton Santo Domingo bei landesweiten Volkszählungen zum jeweiligen Gebietsstand:
| Jahr                    | Einwohner | +/-    |
| ----------------------- | --------- | ------ |
| 1974                    | 103.215   | –      |
| 1982                    | 138.065   | 33,8 % |
| 1990                    | 190.825   | 38,2 % |
| 2001                    | 287.018   | 50,4 % |
| 2010                    | 368.013   | 28,2 % |
| 2022                    | 441.583   | 20 %   |
| Datenherkunft: Wikidata |           |        |